# Ion Gudju
```
2012
```

Ion Gudju (n. 14 iulie 1897, București, România – d. 1988, București, România) a fost unul dintre promotorii șahului românesc.
Fiul lui Hercule Anton Gudju 
La nici 14 ani, câștigă concursul cercului de șah “Manolache Costache Epureanu” de la București, 1910.
În 1914, înființează prima revistă exclusiv șahistă, România Șahistă, iar în 1915 revista Șahul.
Continuă activitatea editorială, publicând 2 ediții ale Jocului de șah, o broșură de 32 pag.
Este unul din fondatorii “Cercului de Șah” din București în 1920 și este ales secretar. De asemenea, va câștiga, în același an, primul concurs al cercului.
În 1923 câștigă „Turneul celor 4”, respectiv Herland, Loewenton, Wechsler și Gudju.
Participă la prima ediție (neoficială) a Olimpiadei de șah, Paris 1924, alături de Loewenton și Davidescu.
“În seara zilei de 20 iulie 1924, la orele 20, un număr de 15 reprezentative naționale, din cele 18 prezente la Paris, au semnat actul de naștere al Federației Internaționale de Șah. Delegația noastră m-a împuternicit pe mine să semnez în numele României”, avea să consemneze maestrul Ion H. Gudju.
În august 1924, Ion Gudju face un „Apel pentru fondarea F.R. Șah”, fondare care se va concretiza la 4 ianuarie 1925.
În 1925 reprezintă România la al 2-lea congres al F.I.D.E. la Zürich.
Ocupă un onorabil loc 4 la turneul major de la Hastings, 1926-1927.
Locul 2 în campionatul Capitalei, București, 1927-1928.
Face parte din echipa României la a 2-a ediție a Olimpiadei de șah, Haga 1928.
Locul 2-3 în cel de al 3-lea Campionat național masculin al României, Iași 1929.
Câștigă campionatul Capitalei, București, 1930.
Face parte din echipa României la a 3-a ediție a Olimpiadei de șah, Hamburg 1930.
Locul 2-5 în campionatul Capitalei, București, 1930-1931.
Face parte din echipa României la a 4-a ediție a Olimpiadei de șah, Praga 1931.
Participă la Congresul internațional al F.I.D.E. de la Zürich, 1934.
Cu ocazia celei de a 25-a Olimpiade de la Lucerna (1982), este ales vicepreședinte de onoare al FIDE. În 1971, este ales președinte de onoare al FR de Șah, când i se conferă și titlul de Maestru emerit al sportului.

## Distincții
- titlul de „Profesor Emerit al Republicii Populare Romîne” (5 noiembrie 1962) „pentru activitatea îndelungată, contribuție în dezvoltarea științei și merite deosebite în dezvoltarea învățămîntului superior”[4]